# Vulcanisaeta
A Vulcanisaeta a Thermoproteaceae család egy neme. Az archeák – ősbaktériumok – egysejtű, sejtmag nélküli prokarióta szervezetek.

## Leírása és jelentősége
A Vulcanisaeta egy anaerob, heterotróf, hipertermofil szervezet, ami 85–90 °C-nál és 4.0–4.5 pH-nál nő optimálisan. A szervezetet izolálták közvetlenül szolfatára mezőkből gyűjtött mintákból vagy melegforrás vízből Kelet-Japánban.

## Genom szerkezet
Számos Vulcanisaeta genomot szekvenáltak. A DNS-ük G+C tartalma 44-46% közé van megjósolva, ami viszonylag alacsonyabb mint a Thermoproteaceae más nemeinek.

## Sejt szerkezet és anyagcsere
A Vulcanisaeta sejtjei egyenesek vagy némileg ívelt pálcikák, 0,4-0,6 µm szélesek. Egyes esetekben a sejtek elágaznak vagy gömbölyű testeket hordoznak a végeiken. Használnak maltózt, keményítőt, malátát, élesztőkivonatot, peptont, marhahúskivonatot, kazaminosavakat és zselatint szénforrásként, nem tudja használni a D-arabinózt, D-fruktózt, laktózt, szacharózt, D-xilózt, acetátot, butirátot, formátot, fumarátot, propionátot, piruvátot, szukcinátot, metanolt, formamidot, metil-amint vagy trimetil-amint. Mint elektron akceptorként használ ként és tioszulfátot. Ellentétben néhány más genetikailag hasonló archeával például hermocladium vagy Caldivirga, a Vulcanisaeta nő vitamin keverék hiányában, vagy archeális sejt extraktum oldattal a közegében.

## Ökológia
Vulcanisaeta törzseket melegforrás területeken találtak Japánban. Annak ellenére hogy a szervezet a leggyakoribb pálcika alakú crenarchaeote melegforrás izolátumok között van Japánban, nem izolálták más országokban. Ez ellentétben van a Thermoproteus és Pyrobaculum nemekkel amik világszerte elterjedtek, beleértve az Azori-szigeteket, Izlandot, Indonéziát, Olaszországot, Japánt, a Fülöp-szigeteket, Oroszországot és az Egyesült Államokat. Ezért lehetséges hogy a  Vulcanisaeta nem korlátozott eloszlású ami Japánt tartalmazza.